# Gare de Villers-sur-Thère
Gare de Villers-sur-Thère vasútállomás Franciaországban, Allonne településen.

## Vasútvonalak
Az állomást az alábbi vasútvonalak érintik:
- Épinay-Villetaneuse–Le Tréport-Mers-vasútvonal

## Kapcsolódó állomások
A vasútállomáshoz az alábbi állomások vannak a legközelebb: